# 146.ª Brigada Mixta (Ejército Popular de la República)
La 146.ª Brigada Mixta fue una unidad del Ejército Popular de la República creada durante la Guerra Civil Española. A lo largo de la contienda operó en los frentes de Aragón, Segre y cataluña, si bien no tuvo un papel relevante.

## Historial
La unidad fue creada en mayo-junio de 1937, en Cataluña. Aunque adscrita inicialmente a la 44.ª División, con posterioridad pasó a estar adscrita a la 30.ª División del XII Cuerpo de Ejército y destinada al frente de Teruel. La jefatura de la unidad recayó en el teniente coronel Enrique Correa Cañedo, con Pedro Suñol como comisario político.
En marzo de 1938 la 146.ª BM fue sorprendida por la ofensiva fanquista en el frente de Aragón, viéndose pronto rodeada en una bolsa por las fuerzas italianas del Corpo Truppe Volontarie; la unidad lograría escapar del cerco, si bien a costa de un fuerte desgaste. Sus restos se retiraron hacia el norte del río Ebro, reagrupándose junto a otros efectivos de la división cerca de Valdomá, en el frente del Segre. El 9 de agosto se trasladó a la cabeza de puente de Villanueva de la Barca como fuerza de reserva, aunque finalmente no intervendría en los combates. A finales de año, al comienzo de la campaña de Cataluña, la brigada seguía agregada a la 30.ª División. Ante la presión ememiga hubo de retirarse hacia el norte; el 23 de enero de 1939, cuando marchaba hacia Vich, la 146.ª BM se dispersó y quedó deshecha.

## Mandos
Comisarios
- Teniente coronel de infantería Enrique Correa Cañedo;[6]

Comisarios
- Pedro Suñol Capdevila, del PSUC;[7]